# Suctobelbella roigi
Suctobelbella roigi är en kvalsterart som först beskrevs av Balogh och Sandór Mahunka 1980.  Suctobelbella roigi ingår i släktet Suctobelbella och familjen Suctobelbidae. Inga underarter finns listade i Catalogue of Life.